# Edward Kolb

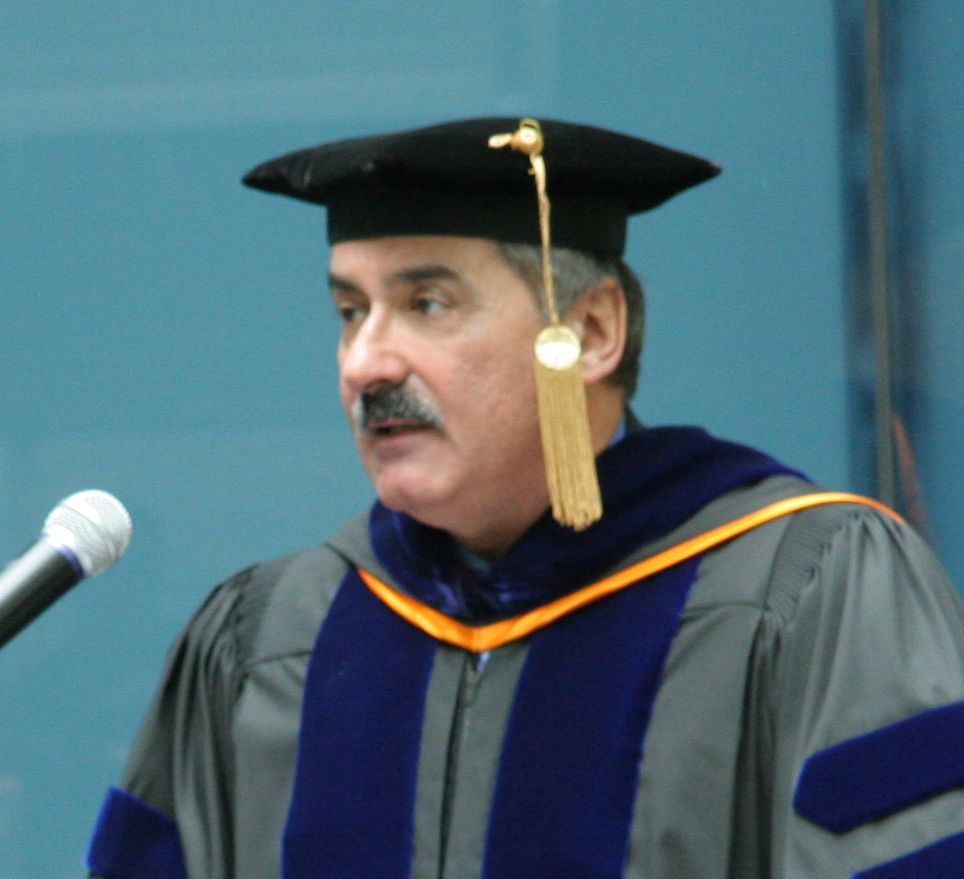
Edward Kolb (2010)

Edward William Kolb, genannt Rocky Kolb, (* 2. Oktober 1951 in New Orleans) ist ein US-amerikanischer Astrophysiker und Kosmologe.
Kolb studierte an der University of New Orleans mit dem Bachelor-Abschluss 1973 und wurde 1978 an der University of Texas at Austin in Physik promoviert (bei Duane A. Dicus). Als Post-Doktorand in Astrophysik war er zwei Jahre am Caltech bei William A. Fowler. 1980 bis 1982 war er am Los Alamos National Laboratory und danach an der University of Chicago Professor am Enrico-Fermi-Institut und am Fermilab. Er ist Arthur Holly Compton Distinguished Service Professor of Astronomy & Astrophysics und Vorstand der Fakultät für Astronomie und Astrophysik an der Universität Chicago. Neben seiner Verbindung zum Enrico-Fermi-Institut ist er auch am Kavli-Institut für Kosmologische Physik.
Am Fermilab war er 1983 Mitgründer und erster Leiter der Gruppe für theoretische Astrophysik und 2004 Direktor des neu gegründeten Zentrums für Teilchen-Astrophysik. Er war unter anderem Gastwissenschaftler an der Universität Rom und dessen Observatorium, der University of Michigan und der University of California, Santa Barbara.
Er befasst sich vielfach mit Michael S. Turner mit vielen Aspekten der Big-Bang-Kosmologie, Teilchen-Astrophysik und dem frühen Universum, wie Dunkle Materie, Nukleosynthese und Baryogenese. Daneben beschäftigte er sich unter anderem mit Neutrinoprozessen in Supernovae.
2002 wurde er in die American Academy of Arts and Sciences gewählt. 2003 erhielt er die Oersted Medal. 1993 erhielt er den Quantrell Award der Universität Chicago für seine Lehre. 2012 erhielt er den J. Hans D. Jensen Preis und war Gastwissenschaftler an der Universität Heidelberg. 2010 erhielt er mit Turner den Dannie-Heineman-Preis für Astrophysik. Er ist Ehrendoktor der Universität Lyon (2010) und Fellow der American Physical Society (1984). Für 2024 wurde Kolb der Julius-Edgar-Lilienfeld-Preis zugesprochen.
Er ist seit 1972 verheiratet und hat drei Kinder.

## Schriften
- Blind watchers of the sky. The People And Ideas That Shaped Our View Of The Universe, Basic Books 1997 (das Buch erhielt 1996 den Emme Award of the American Aeronautical Society)
- mit Michael Turner The early universe, Addison-Wesley 1990